# Fredson Paixão
Fredson Paixão Melo (Manaus 13 de maio de 1979) é um lutador profissional de artes marciais mistas (MMA) brasileiro, e já lutou no UFC e no WEC.

## Carreira Profissional
Fredson tem um cartel de no total de 16 lutas sendo assim 10 Vitórias 5 Derrotas e 1 Sem resultado,1 Vitória por Nocaute Técnico 5 por Finalização e 4 por Decisão.

### Jungle Fight
Fredson fez sua estreia no MMA profissional no Jungle Fight 2 no dia 15 de maio de 2004 quando lutou contra o brasileiro Rani Yahya e ganhou por Decisão.No dia 23 de outubro de 2004 Fredson lutou contra o brasileiro Fabio Mello.Jungle Fight 4 dia 21 de maio de 2005 Fredson Paixão lutou contra o francês Jean Robert Monier e ganhou por finalização fazendo um mata-leão.Jungle Fight 5 Fredson lutou contra Miljan Djurasinovic e ganhou por finalização após fazer um mata-leão.Jungle Fight 6 Fredson lutou contra o brasileiro Marcos Galvão e perdeu por decisão.

### World Extreme Cagefighting
Paixão estreou no WEC no evento de numero 40 lutou contra o brasileiro Wagnney Fabiano  no dia 05 de abril mas perdeu por decisão unânime.
WEC 42 Fredson lutou contra o americano Cole Province mas acabou sem resultado (no contest).
WEC 47 06 de março de 2010 Fredson lutou contra o americano Courtney Buck e ganhou por finalização fazendo um mata-leão.
WEC 50 Paixão lutou contra o americano Bryan Caraway e ganhou por decisão dividida.

### Ultimate Fighting Championship
Fredson lutou apenas uma vez no UFC lutou contra Pablo Garza mas perdeu por nocaute após tomar uma joelhada voadora que ganhou o bônus de nocaute da noite.

## Grappling
4 vezes campeão do mundo de Jiu-Jitsu Brasileiro
- 1998
- 2001
- 2002
- 2005

9 vezes campeão nacional de Jiu-Jitsu Brasileiro
- 1996
- 1997
- 1998
- 1999
- 2000
- 2001
- 2002
- 2003
- 2004

## Cartel no MMA
| Cartel no MMA   |             |            |
| 16 lutas        | 10 vitórias | 5 derrotas |
| Por nocaute     | 1           | 1          |
| Por finalização | 5           | 0          |
| Por decisão     | 4           | 4          |
| No contest      | 1           | 1          |

| Res.          | Cartel | Oponente            | Método                       | Evento                                 | Data                   | Round | Tempo | Local                           | Notas |
| ------------- | ------ | ------------------- | ---------------------------- | -------------------------------------- | ---------------------- | ----- | ----- | ------------------------------- | --- |
| Derrota       | 10-5-1 | Lance Palmer        | Decisão (Dividida)           | RFA 4: Griffin vs. Escudero            | 02 de novembro de 2012 | 3     | 5:00  | Las Vegas Nevada Estados Unidos | |
| Derrota       | 10-4-1 | Pablo Garza         | Nocaute (Joelhada Voadora)   | The Ultimate Fighter 12 Finale         | 04 de dezembro de 2010 | 1     | 0:51  | Las Vegas Nevada Estados Unidos | Estreia no UFC; Primeira luta Peso Pena da História do UFC; Nocaute da Noite                                         |
| Vitória       | 10-3-1 | Bryan Caraway       | Decisão (Dividida)           | WEC 50                                 | 18 de agosto de 2010   | 3     | 5:00  | Las Vegas Nevada Estados Unidos | |
| Vitória       | 9-3-1  | Courtney Buck       | Finalização (Mata-leão)      | WEC 47                                 | 06 de março de 2010    | 1     | 2:39  | Columbus Ohio Estados Unidos    | |
| Sem Resultado | 8-3-1  | Cole Province       | Sem Resultado (No Contest)   | WEC 42                                 | 09 de agosto de 2012   | 3     | 5:00  | Las Vegas Nevada Estados Unidos | Originalmente derrota por decisão dividida; alterado para Sem Resultado, Province falhou no teste de drogas pós luta |
| Vitória       | 8-3    | Wagnney Fabiano     | Decisão (Unânime)            | WEC 40                                 | 05 de abril de 2009    | 3     | 5:00  | Chicago Illinois Estados Unidos | Estreia no WEC |
| Vitória       | 8-2    | Thomas Denny        | Finalização (Chave de Braço) | GFC - Evolution                        | 19 de maio de 2007     | 1     | 4:32  | Columbus Ohio Estados Unidos    | |
| Vitória       | 7-2    | Masakazu Imanari    | Decisão (Maioria)            | DEEP - 25 Impact                       | 04 de agosto de 2006   | 3     | 5:00  | Tóquio Japão                    | |
| Derrota       | 6-2    | Marcos Galvão       | Decisão (Unânime)            | Jungle Fight 6                         | 29 de abril de 2006    | 3     | 5:00  | Manaus Amazonas Brasil          | |
| Vitória       | 6-1    | Mike French         | Finalização (Chave de Braço) | GFC - Team Gracie vs Team Hammer House | 03 de março de 2006    | 2     | 0:42  | Columbus Ohio Estados Unidos    | |
| Vitória       | 5-1    | Miljan Djurasinovic | Finalização (Chave de Braço) | Jungle Fight 5                         | 26 de novembro de 2005 | 1     | N/A   | Manaus Amazona Brasil           | |
| Vitória       | 4-1    | Jean Robert Monier  | Finalização (Mata-Leão)      | Jungle Fight 4                         | 21 de maio de 2005     | 3     | 1:41  | Manaus Amazonas Brasil          | |
| Vitória       | 3-1    | Fabio Mello         | Decisão (Unânime)            | Jungle Fight 3                         | 23 de outubro de 2004  | 3     | 5:00  | Manaus Amazonas Brasil          | |
| Vitória       | 2-1    | Andre Rodrigues     | Nocaute Técnico              | Papucaia Fight 1                       | 11 de setembro de 2004 | 3     | 5:00  | Papucaia Rio de Janeiro         | |
| Derrota       | 1-1    | Yoshiro Maeda       | Decisão (Unânime)            | Pancrase - Brave 7                     | 22 de agosto de 2004   | 3     | 5:00  | Osaka Japão                     | |
| Vitória       | 1-0    | Rani Yahya          | Decisão                      | Jungle Fight 2                         | 15 de maio de 2004     | 3     | 5:00  | Manaus Amazonas Brasil          | Estreia no MMA Profissional                                                                                          |